# Águas Vermelhas
Águas Vermelhas est une municipalité brésilienne de l'État du Minas Gerais et la microrégion de Salinas.